# Endothyroidea
Endothyroidea, denominada tradicionalmente Endothyracea, es una superfamilia de foraminíferos del suborden Fusulinina y del orden Fusulinida. Si Endothyroidea se restringe tan solo a la Familia Endothyridae, abarcaría desde el Fameniense (Devónico superior) hasta el Pennsylvanniense (Carbonífero superior).

## Discusión
Clasificaciones más recientes incluyen Endothyroidea en el orden Endothyrida, de la subclase Fusulinana y de la clase Fusulinata.

## Clasificación
Endothyroidea incluye a las siguientes familias:
- Familia Endothyridae
- Familia Bradyinidae

Clasificaciones más recientes han elevado Bradyinidae a la categoría de superfamilia, es decir, superfamilia Bradyinoidea.
Otras familias consideradas en Endothyroidea son:
- Familia Endothyranopsidae
- Familia Endotriadidae